# Ramesses VI
Ramesses VI Nebmaatre-Meryamun (đôi khi được viết là Ramses hoặc Rameses, còn được biết đến với tên gọi khi là hoàng tử của ông là Amenherkhepshef C) là vị vua thứ Năm thuộc Vương triều thứ Hai Mươi của Ai Cập. Ông đã trị vì trong khoảng 1145 TCN cho đến năm 1136 TCN và là một người con trai của Ramesses III với nữ hoàng Iset Ta-Hemdjert. Khi là một hoàng tử, ông được biết đến với tên gọi Ramesses Amunherkhepeshef và giữ tước hiệu người ký lục hoàng gia và tướng kỵ binh. Ông được kế vị bởi người con trai của ông với nữ hoàng Nubkhesbed, Ramesses VII Itamun.
Sau cái chết của vị pharaon đương triều, Ramesses V, con trai người anh cả của Ramesses VI, Ramesses IV, Ramesses VI đã lên ngôi. Trong hai năm đầu tiên sau lễ đăng quang của mình, Ramesses VI đã chặn đứng được những cuộc đột kích thường xuyên của người Libya hoặc những kẻ cướp người Ai Cập ở Thượng Ai Cập và chôn cất vị tiên vương của ông trong một ngôi mộ chưa được biết đến thuộc khu nghĩa trang Thebes. Ramesses VI đã chiếm đoạt KV9, một ngôi mộ ở thung lũng các vị Vua được dự kiến dành cho Ramesses V, ông đã mở rộng và tái trang trí lại cho bản thân mình. Các túp lều của những người thợ thủ công ở gần lối vào của KV9 đã che đậy lối vào ngôi mộ của Tutankhamun, và bảo vệ nó khỏi một làn sóng của những kẻ cướp mộ mà đã diễn ra trong vòng chưa đầy 20 năm sau khi Ramesses VI qua đời. Ramesses VI có thể đã lên kế hoạch và xây dựng thêm 6 ngôi mộ nữa ở thung lũng các Hoàng hậu, không có ngôi mộ nào trong số đó được biết đến ngày nay.
Ai Cập đã đánh mất quyền kiểm soát các thành trì cuối cùng của nó ở Canaan vào khoảng thời gian dưới triều đại của Ramesses VI. Mặc dù người Ai Cập tiếp tục chiếm đóng Nubia, việc để mất các vùng lãnh thổ ở Châu Á đã gây nên căng thẳng đối với nền kinh tế yếu kém của Ai Cập và lạm phát. Cùng với việc các dự án xây dựng ngày càng khó khăn hơn trong việc tài trợ, Ramesses VI đã chiếm đoạt các công trình tưởng niệm của cha ông mình bằng cách khắc đồ hình của ông lên trên của họ. Ông còn khoe khoang vì đã "[phủ kín] tất cả các vùng đất với những công trình tưởng niệm vĩ đại bằng tên của ta [...] đã xây dựng để tỏ lòng tôn kín những vị tổ tiên của ta các vị thần". Ông yêu thích những bức tượng thờ cúng của bản thân mình; mà vốn được biết là dùng để miêu tả ông hơn bất cứ vị vua nào của vương triều thứ 20 sau thời Ramesses III. Nhà Ai Cập học Amin Amer mô tả Ramesses VI như là "một vị vua muốn tự cho mình là một pharaon vĩ đại trong một thời kỳ bất ổn và suy tàn".
Quyền lực của pharaon ở Thượng Ai Cập đã suy yếu dưới sự cai trị của Ramesses VI. Mặc dù người con gái của ông, Iset đã được bổ nhiệm làm Người Vợ Thần Thánh của Amun, Nữ Tư Tế tối cao của Amun, Ramessesnakht đã biến Thebes trở thành thủ phủ tôn giáo của Ai Cập và là trung tâm quyền lực thứ hai ngang hàng với Pi-Ramesses ở Hạ Ai Cập, nơi mà vị pharaon ngự trị. Bất chấp những điều này, không có bằng chứng nào cho thấy rằng triều đại của Ramessesnakht đã tiến hành chống lại các lợi ích của hoàng gia, điều này có thể cho thấy rằng các vị vua nhà Ramesses có thể đã chấp thuận những thay đổi này.
Ramesses VI qua đời ở độ tuổi bốn mươi, vào năm cai trị thứ tám hoặc thứ chín của ông. Chỉ chưa đầy 20 năm sau khi qua đời, xác ướp của ông đã bị những kẻ cướp mộ phá hoại. Thi hài này sau đó được đưa tới KV35 dưới triều đại của Pinedjem I, và được phát hiện vào năm 1898.

## Thân thế

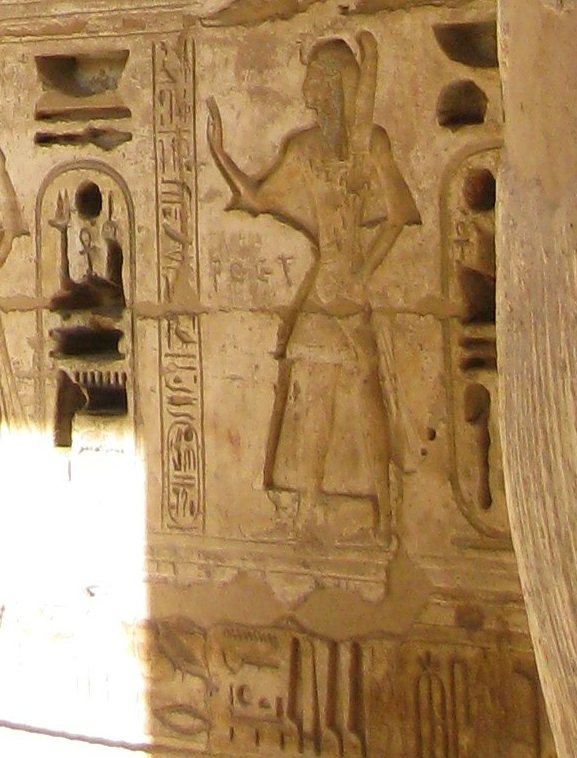
Hoàng tử Amunherkhepeshef được thể hiện trên bức phù điêu "Đám rước của các hoàng tử" ở Medinet Habu.

### Gia đình và thời niên thiếu
Ramesses VI là một người con trai của Ramesses III, người được coi là vị pharaon vĩ đại cuối cùng của thời kỳ Tân Vương quốc. Mối quan hệ cha con này được thiết lập ngoại trừ sự nghi ngờ từ một bức phù điêu lớn được tìm thấy trong khu vực hành lang thuộc ngôi đền Medinet Habu của Ramesses III, nó được biết đến với tên gọi "Đám rước của các hoàng tử". Bức phù điêu này cho thấy mười vị hoàng tử bao gồm cả Ramesses VI, đang thờ phụng người cha của họ.Những thợ điêu khắc của Ramesses III dường như vẫn chưa hoàn thiện bức phù điêu này; chỉ có hình của nhà vua và các hoàng tử là xuất hiện và không có cái tên nào được viết trong khoảng trống bên cạnh họ. Bức phù điêu này dường như ban đầu đã được thực hiện khi Ramesses VI vẫn còn là một vị hoàng tử trẻ tuổi, vì ông được thể hiện là đang để kiểu tóc bên vốn được sử dụng để biểu thị tuổi thơ ấu.
Khi Ramesses VI trở thành vua, ông đã thêm tên gọi khi còn là hoàng tử của mình "Ramesses Amunherkhepeshef" bên trong đồ hình hoàng gia cũng như tước hiệu mà ông đã giữ trước khi lên ngôi là "Người con trai của đức vua từ thân thể của ngài, Người yêu dấu của ngài, thái tử, ký lục của hoàng gia [và] tướng quân kỵ binh". Ông đã sửa đổi lại hình tượng trẻ tuổi của mình trên "Đám rước của các hoàng tử" bằng một uraeus nhấn mạnh vào địa vị hoàng gia của ông và hoàn thành bức phù điêu cùng với tên của những người anh em và con cái của ông, ngoại trừ Ramesses IV, người vốn đã viết tên hoàng gia của mình trên bức phù điêu này.
Sự suy đoán liên quan đến niên đại và phả hệ của vương triều Thứ Hai Mươi trong ngành Ai Cập học vào những năm 1960 và 1970 cũng như là sự không chắc chắn ảnh hưởng tới danh tính của vị vua được thể hiện trên bức phù điêu "Đám rước của các hoàng tử" dẫn đến việc một số học giả đề xuất rằng Ramesses VI là một người cháu nội của Ramesses III và người con trai của một hoàng tử vô danh hoặc là con trai của Pentawer, người có liên quan đến vụ ám sát Ramesses III. Những giả thuyết như vậy hiện nay đã bị bác bỏ và bức phù điêu này được hiểu theo đúng chính xác nghĩa mà nó thể hiện: Ramesses VI là một người con của Ramesses III. Mẹ của Ramesses VI có thể là Iset Ta-Hemdjert, Người vợ Hoàng gia Vĩ Đại của Ramesses III, như được gợi ý bởi sự hiện diện của những đồ hình của Ramesses VI trên một khung cửa thuộc ngôi mộ của bà trong Thung lũng các Hoàng Hậu.

### Hôn phối và con cái

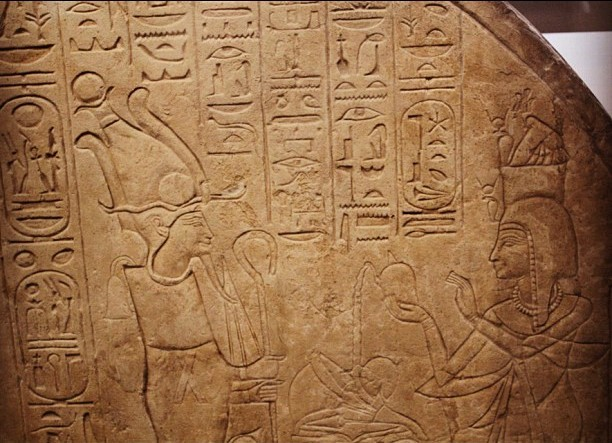
Tấm bia đá Koptos thuộc về người con gái của Ramesses VI, Iset (phía bên phải)

Chính cung của Ramesses VI là hoàng hậu Nubkhesbed. Các nhà Ai Cập học như Aidan Dodson và Dyan Hilton tin rằng bà đã sinh cho Ramesses VI tổng cộng bốn người con: các hoàng tử Amenherkhepshef, Panebenkemyt và Ramesses Itamun—vị pharaon tương lai Ramesses VII, người đã kế vị cha mình trong một thời gian ngắn—và công chúa Iset, người được bổ nhiệm vào vai trò "Nữ Tư tế thần thánh của Amun". Một tấm bia thuật lại chi tiết sự bổ nhiệm này đã được phát hiện ở Koptos và chứng minh rằng Nubkhesbed thực sự là mẹ của Iset.
Hoàng tử Amenherkhepshef đã qua đời trước người cha của mình và được chôn cất trong ngôi mộ KV13 thuộc thung lũng các vị vua, ban đầu nó được xây cho Quan chưởng Ấn Bay, một vị đại thần đầy quyền lực thuộc giai đoạn cuối của vương triều thứ 19. Trang trí của ngôi mộ đã được điều chỉnh lại như là hệ quả của điều này, đặc biệt là có một số bức phù điêu đã đề cập tới Nubkhesbed.Cỗ quan tài của Amenherkhepshef được lấy từ của nữ hoàng Twosret.
Mối quan hệ cha con của Ramesses VII được thiết lập thông qua một dòng chữ khắc trên một khung cửa tới từ Deir el-Medinaeh mà đọc là "vị thần rộng lượng, chúa tể của hai vùng đất, Usimaare-meryamun-setepenre, con trai của Re, chúa tể của những thấu hiểu, Ramesses [VII], (It)-Amun, vị thần, vua của Heliopolis— ngài đã xây như là đài kỷ niệm của mình dành cho cha của ngài, (cầu mong) vị thần nhân từ sống mãi, chúa tể của hai vùng đất, Nebmaare-meryamun, con trai của Re, [Ramesses VI]".
Các nhà Ai Cập học James Harris, Edward F. Wente và Kenneth Kitchen còn đề xuất rằng, dựa vào bằng chứng gián tiếp, rằng Ramesses IX là một người con của Ramesses VI và do đó là một người em của Ramesses VII. Họ giải thích rằng Ramesses IX đã tôn vinh Ramesses VII trên hai bệ hiến tế, điều này cho thấy họ là họ hàng gần. Ramesses IX đặt tên một trong những người con của ông ta là Nebmaatre, đây là tên ngai của Ramesses VI, có thể như là một cách để tôn vinh cha của mình. Giả thuyết này đã bị nghi ngờ bởi các học giả khác bao gồm Dodson và Hilton, họ tin rằng Ramesses IX thay vào đó là một người con trai của hoàng tử Montuherkhopshef và do vậy là một người cháu họ của Ramesses VI. Họ đưa ra kết luận của mình dựa trên bằng chứng gián tiếp: đầu tiên đó là một mô tả của Montuherkhopshef trong KV19 mà tại đó tên ngai của Ramesses IX đã được thêm vào. Thứ hai đó là mẹ của Ramesses IX có tên là Takhat và vợ của Montuherkhopshef có thể là một công nương có cùng tên, do đó có thể là cùng một người.

## Triều đại

### Thời gian cai trị
Ngày nay sự đồng thuận về học thuật cho rằng Ramesses VI đã cai trị vào giai đoạn giữa thế kỷ 12 TCN trong một giai đoạn đủ 8 năm và sống thêm khoảng 2 tháng vào năm trị vì ngắn ngủi cuối cùng của mình. Một cách chính xác hơn nữa, nhà Ai Cập học Steve Vinson đề xuất rằng ông đã cai trị trong khoảng thời gian 1156 TCN và 1149 TCN, trong khi Encyclopædia Britannica ghi lại là 1145–1137 TCN, Jürgen von Beckerath đưa ra là 1142–1134 TCN, Erik Hornung là 1145–1139 TCN, Nicolas Grimal là 1144–1136 TCN, điều này khiến cho ông là một người sống cùng thời với Nebuchadrezzar I của Isin, Ian Shaw, theo Jacobus van Dijk và Michael Rice là 1143–1136 TCN, và 1132–1125 TCN trong một nghiên cứu năm 2017.
Năm 1977, Các nhà Ai Cập học Wente và Charles van Siclen là những người đầu tiên đề xuất, dựa trên việc xem xét lại niên đại của thời kỳ Tân Vương quốc, rằng Ramesses VI vẫn sống vào năm trị vì thứ 8 của mình Giả thuyết này đã được chứng minh vào năm sau đó bởi nhà Ai Cập học Jac Janssen, ông đã công bố một phân tích về một ostracon mà đề cập tới việc cho vay một con bò cái vào năm thứ 7 và 8 của một vị vua không rõ tên mà có thể chỉ là Ramesses VI. Hai năm sau, Lanny Bell nhắc đến một bằng chứng khác mà cho rằng Ramesses VI không chỉ trị vì vào năm thứ 8 của mình mà rất có thể đã hoàn tất nó và sống tới tận năm trị vì thứ 9 của mình.
Năm trị vì thứ 8 của Ramesses VI có thể cũng được đề cập tới trên bức graffito Thebes 1860a, mà ghi lại tên của vị Tư tế tối cao của Amun đang phụng sự khi đó, Ramessesnakht. Bức graffito còn được quy cho Ramesses X, nhưng cách giải thích này không được thừa nhận và phương án gán cho Ramesses VI đã được đề xuất như là một sự lựa chọn khác. Vấn đề này hiện vẫn được tranh luận.Một mảnh chứng cứ quan trọng khác được nhận diện đầu tiên bởi Jansen vào năm 1978, nhưng chỉ được khám phá hoàn toàn 5 năm sau đó bởi nhà Ai Cập học Raphael Ventura, được tìm thấy trên cuộn giấy cói Turin 1907+1908, nó trải dài từ năm trị vì thứ năm của Ramesses VI tới tận năm thứ 7 của Ramesses VII.
Sự phục dựng lại tài liệu này theo như đề xuất của Ventura cho thấy rằng cách giải quyết đơn giản nhất có thể được nhằm giải thích bảng niên đại của thời kỳ này mà được lấp đầy bởi cuộn giấy cói kia đó là Ramesses VI đã có được một triều đại đủ 8 năm, qua đời vào năm thứ 9 của mình, và được kế vị bởi Ramesses VII hơn là Ramesses VIII, vốn vẫn được tranh luận tới tận khi đó.

### Các hoạt động và tình hình ở Ai Cập

#### Giai đoạn đầu triều đại: Xung đột ở vùng đất Thebes

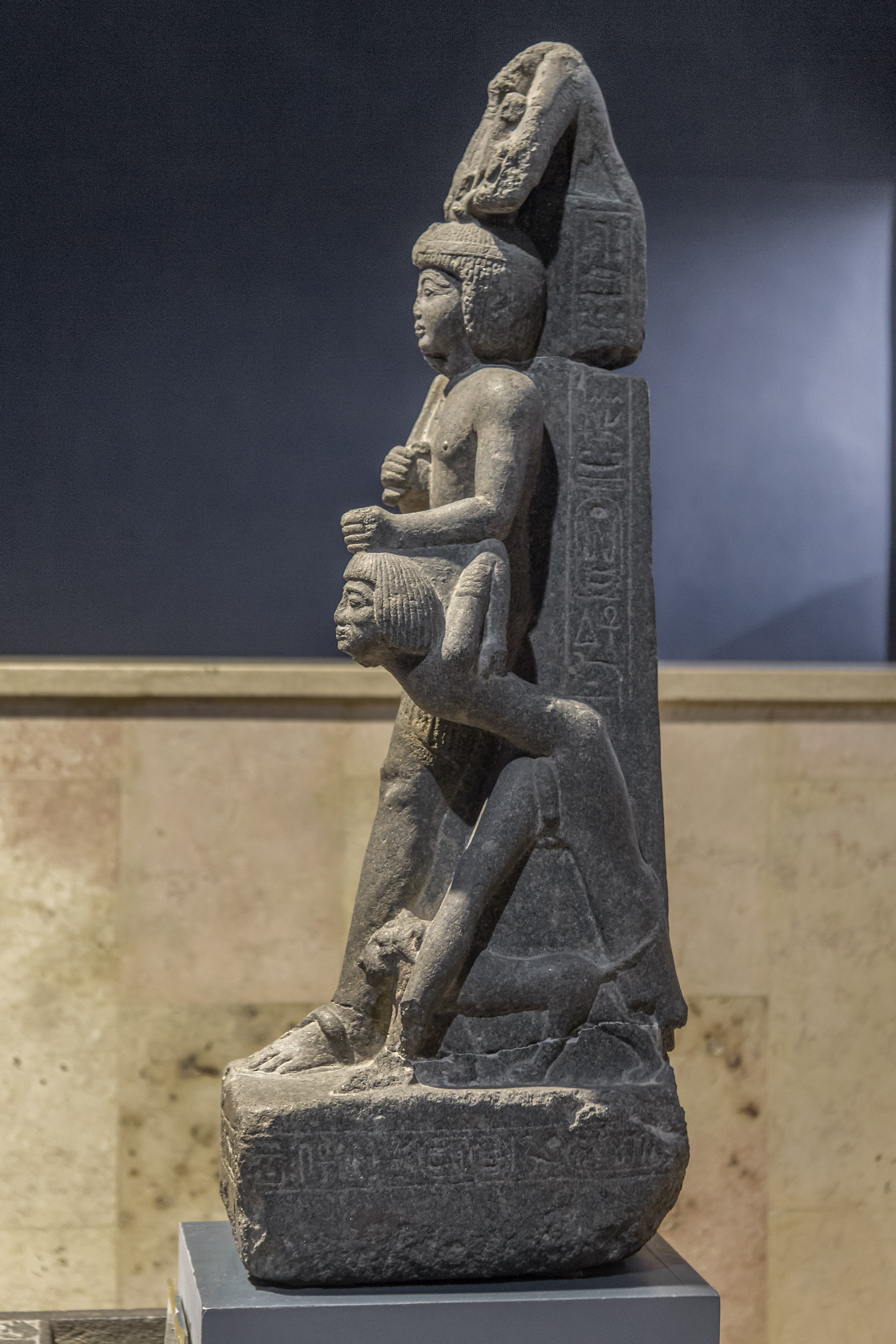
Một bức tượng từ Karnak, ngày nay nằm tại bảo tàng Ai Cập, cho thấy Ramesses VI đang giữ một tù binh Libya.

Ngay lập tức sau khi lên ngôi, Ramesses VI và triều đình của ông đã tới thăm Thebes nhân dịp Lễ hội đẹp của Thung lũng hoặc lễ hội Opet, đồng thời với việc sửa soạn cho việc mai táng Ramesses V. Ramesses VI đã tới thăm thành phố này ít nhất thêm một dịp khác nữa, khi ông làm lễ tấn phong cho người con gái của mình là Nữ Tư tế thần thánh của Amun. Tình hình của miền Nam Ai Cập vào thời điểm Ramesses VI lên ngôi là không hoàn toàn ổn định, như được chứng thực bởi các ghi chép cho thấy rằng các công nhân của Deir el-Bahari không thể làm việc ở ngôi mộ của nhà vua do sự hiện diện của "kẻ thù" trong khu vực lân cận, một tình huống mà đã diễn ra trong một giai đoạn kéo dài ít nhất 15 ngày trong năm trị vì đầu tiên của Ramesses VI. "Kẻ thù này" được đồn rằng là đã cướp bóc và thiêu rụi địa phương Per-Nebyt và vị thủ lĩnh Medjay của Thebes—về bản chất là cảnh sát—đã ra lệnh cho những người công nhân giữ nguyên việc tạm dừng công việc và canh gác ngôi mộ của nhà vua. Chúng ta không rõ những kẻ thù này là ai, thuật ngữ này có thể được dùng để gọi những nhóm người Meshwesh gốc Libya, Libu và các kẻ cướp người Ai Cập, hoặc như nhà Ai Cập học Jaroslav Černý phỏng đoán, một cuộc nội chiến công khai đã nổ ra giữa những người ủng hộ của Ramesses V và Ramesses VI, một giả thuyết được ủng hộ bởi Rice nhưng đã bị Kitchen phản bác một cách mạnh mẽ và bởi Grimal và van Dijk.
Một chiến dịch quân sự ngắn có thể đã xảy ra và từ năm trị vì thứ hai của Ramesses VI trở đi những rắc rối này dường như đã chấm dứt. Chiến dịch này có thể kết nối với một bức tượng bất thường của Ramesses VI cho thấy ông đang nắm giữ một tù binh Libya nhảy lên, cũng như với một miêu tả Ramesses VI đang chiến thắng trước những binh lính ngoại quốc trên cửa tháp môn thứ hai của đền Karnak. Cảnh tượng chiến thắng này là cảnh tượng chiến thắng cuối cùng được tạc nên ở Ai Cập cho tới tận các triều đại sau này của Siamun (986–967 TCN) và Shoshenq I (943–922 TCN).
Những dấu hiệu khác ủng hộ cho vấn đề xung đột và các hoạt động quân sự diễn ra vào giai đoạn đầu triều đại của Ramesses VI đó là những tên gọi mà ông sử dụng khi lên ngôi, tên Horus của ông nghĩa là "Bò đực hùng mạnh, sự vĩ đại của những chiến thắng, giữ sống hai vùng đất" cũng như tên Nebty của ông "Những cánh tay hùng mạnh, tấn công gấp hàng vạn lần".

#### Giai đoạn sau của triều đại
Sau những sự kiện này, vào năm trị vì thứ hai của mình, Ramesses VI cuối cùng đã an táng Ramesses V trong một ngôi mộ chưa được xác định ở thung lũng các vị vua, đồng thời chiếm đoạt một ngôi mộ ban đầu được chuẩn bị cho người tiền nhiệm của ông.Nhân dịp tới thăm Thebes lần này, Ramesses VI đã làm lễ tấn phong con gái của ông Iset là Người Vợ Thần của Amun và Nữ Tư Tế Thần Thánh của Amun, trước sự chứng kiến của mẹ ông, người đang giữ vai trò vizier Nehy và các quan chức khác. Cùng năm đó, ông đã ra lệnh giảm số đội công nhân làm việc ở ngôi mộ của nhà vua từ 120 thành viên về 60 như trước đây, mà vốn được thay đổi dưới triều đại của Ramesses IV. Sau sự kiện này, cộng đồng các công nhân tại Deir el-Medina đã dần trở nên suy tàn, khu định cư này cuối cùng đã bị bỏ hoang dưới thời vương triều thứ 21 sau đó.Bất chấp sự cắt giảm này, cuộn giấy cói Turin chỉ ra rằng Ramesses VI đã ra lệnh xây dựng sáu ngôi mộ ở Thung lũng các Hoàng Hậu, một con số mà có thể bao gồm cả ngôi mộ được hoàn thiện một cách vội vàng của Iset Ta-Hemdjert, mẹ của Ramesses VI.
Chúng ta không rõ liệu rằng những ngôi mộ này đã được hoàn thiện hay chưa và trong bất cứ trường hợp nào, ngày nay chúng vẫn chưa thể được nhận diện.

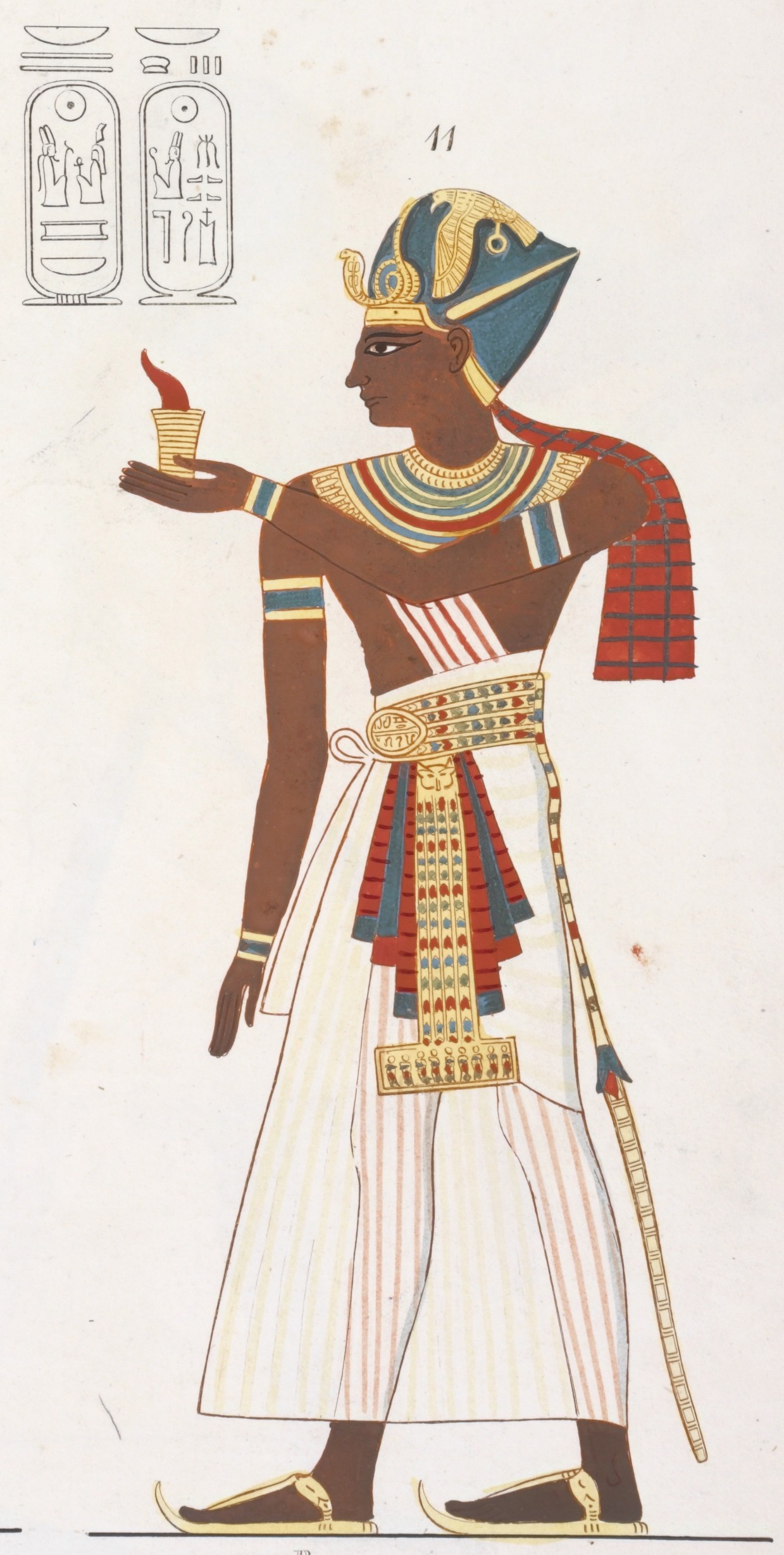
Chân dung của Ramesses VI được sao lại trong cuộc thám hiểm Pháp-Tuscan từ một bức tranh trong ngôi mộ của ông.

Vào một thời điểm nào đó dưới triều đại của ông, một bức tượng thờ cúng của Ramesses VI đã được đặt vào trong một điện thờ của Ramesses II ở ngôi đền Hathor tại Deir el-Medina. Bức tượng này được gọi là "Chúa tể của Hai Vùng đất, Nebmaatre Meryamun, Người con trai của Re, Chúa tể của các vương miện, Ramesses Amunherkhepeshef Vị vua Thần thánh của Iunu, Được yêu quý giống Amun".
Một bản mô tả đầy đủ của nó đã được lưu giữ lại trên mặt sau của bản đồ giấy cói Turin, nó được tôn vinh là bản đồ địa hình lâu đời nhất còn tồn tại. Cuộn giấy cói này cho biết rằng bức tượng này được làm từ hai thành phần chính là gỗ sơn màu và đất sét, nó miêu tả vị pharaon mặc một chiếc khố vàng, một vương miện bằng lapis-lazuli và đá quý, một uraeus bằng vàng và đôi dép bằng electrum. Bức tượng này được thuật lại là nhận được 3 lần phục vụ hương và rượu cúng hằng ngày.Nguyên văn của cuộn giấy cói này là một bức thư được gửi trực tiếp tới Ramesses VI thỉnh cầu rằng một người nào đó sẽ được giao trách nhiệm về các đồ tế lễ. Bức thư này dường như đã được nhà vua đón nhận một cách thuận lợi, vì cháu nội của tác giả bức thư này được biết là đã giữ tước hiệu "Tư tế tối cao của Nebmaatre [Ramesses VI], Người được yêu quý của Amun".
Ramesses VI dường như rất yêu thích các bức tượng thờ cúng và không dưới mười bức tượng và một tượng nhân sư đã được phát hiện ở Tanis, Bubastis và Karnak, nhiều hơn bất cứ vị vua Ramesses thuộc Vương triều thứ 20 sau triều đại của Ramesses III. Ngôi mộ của Penne, một vị quan lại cấp cao người Ai Cập ở Nubia thuật lại rằng Penne đã thực hiện một sự quyên tặng đất đai để tạo ra hoa lợi dành cho việc gìn giữ một bức tượng thờ cúng khác của Ramesses VI. Ramesses VI đã rất hài lòng với việc làm này tới mức ông đã ra lệnh cho vị phó vương của Kush "ban hai bình mỡ gôm bằng bạc, cho vị cấp dưới [Penne]".
Trong khi chỉ có một số hoạt động của Ramesses VI được biết một cách chi biết, ông lại được chứng thực rõ ràng bởi nhiều những bức phù điêu, bản khắc đá, tượng và các hiện vật nhỏ từ Karnak, Koptos và Heliopolis.

#### Sự suy giảm về kinh tế
Trong suốt giai đoạn kéo dài từ triều đại của Ramesses VI, VII và VIII, giá của các loại hàng hóa cơ bản, đặc biệt là thóc lúa, đã tăng cao.
Với việc nền kinh tế của Ai Cập ngày càng yếu kém, Ramesses VI đã quay sang chiếm đoạt các bức tượng và những công trình kỷ niệm của các vị tiên vương, thường xuyên trát vữa và sau đó khắc đồ hình của ông thay thế của họ, đặc biệt là những cái của Ramesses IV mà được trang trí nổi bật dọc theo các tuyến đường dành cho đám rước ở Karnak và Luxor.Trong các ví dụ khác, ông đã chiếm đoạt một bức tượng của Ramesses IV, những cột bản văn được khắc bởi Ramesses IV trên một cột tháp của Thutmose I ở Karnak, và trong ngôi mộ của Ramesses V. Kitchen lưu ý rằng không nên diễn giải quá mức những sự chiếm đoạt này như là các dấu hiện của sự đối lập nhân danh Ramesses VI với sự kính trọng dành cho người anh trai và cháu trai của ông. Những sự chiếm đoạt này là không hoàn toàn mà thay vào đó đã được nhắm vào những địa điểm nổi bật nhất, tại đó đồ hình của Ramesses VI sẽ được nhìn thấy rõ nhất. Bên cạnh đó, Ramesses VI đã để cho đồ hình của Ramesses IV nguyên vẹn ở nhiều nơi, bao gồm ở những nơi mà cả tên của ông và những cái đặc trưng của người anh trai ông nằm gần nhau như tại ngôi đền Medinet Habu của Ramesses III, do vậy giả thuyết về một damnatio memoriae—theo đó tất cả những gì nhắc đến một người nào đó đều bị loại bỏ một cách có hệ thống để xóa bỏ người đó khỏi trí nhớ và lịch sử- có thể bị loại bỏ.
Một bằng chứng có thể cho các công trình kiến trúc thực sự nhân danh Ramesses VI được tìm thấy ở Memphis, tại đó một dòng chữ khắc trên một gờ của cánh cổng bằng đá granite thuộc ngôi đền Ptah tuyên bố rằng ông đã dựng một tháp môn vĩ đại bằng loại đá tốt. Ramesses VI sau đó khoe khoang "[phủ kín] tất cả các vùng đất với những công trình tưởng niệm vĩ đại bằng tên của ta [...] đã xây dựng để tỏ lòng tôn kín những vị tổ tiên của ta các vị thần".
Nhà Ai Cập học Amin Amer mô tả Ramesses VI như là "một vị vua muốn tự cho mình là một pharaon vĩ đại trong một thời kỳ bất ổn và suy tàn".

### Sự suy yếu về quyền lực

#### Các quan đại thần
Một số quan đại thần của Ramesses VI được biết đến, như là bộ trưởng tài chính và Quan coi ngân khố Montuemtawy ông ta nắm giữ chức vụ này từ giai đoạn cuối triều đại của Ramesses III; vizier Neferronpe nắm giữ chức vụ từ lúc Ramesses IV lên ngôi; con trai của ông ta là vizier Nehy; Amenmose thị trưởng của Thebes và quản gia của đức vua Qedren. Về phía Nam, chỉ huy quân đội của Kush là Nebmarenakhte và người cai quản Wawat—vùng đất nằm giữa thác nước thứ nhất và thứ hai của sông Nile—thị trưởng của Anîba và người quản lý Ngôi đền Horus tại Derr là Penne.

#### Triều đại của Ramessesnakht

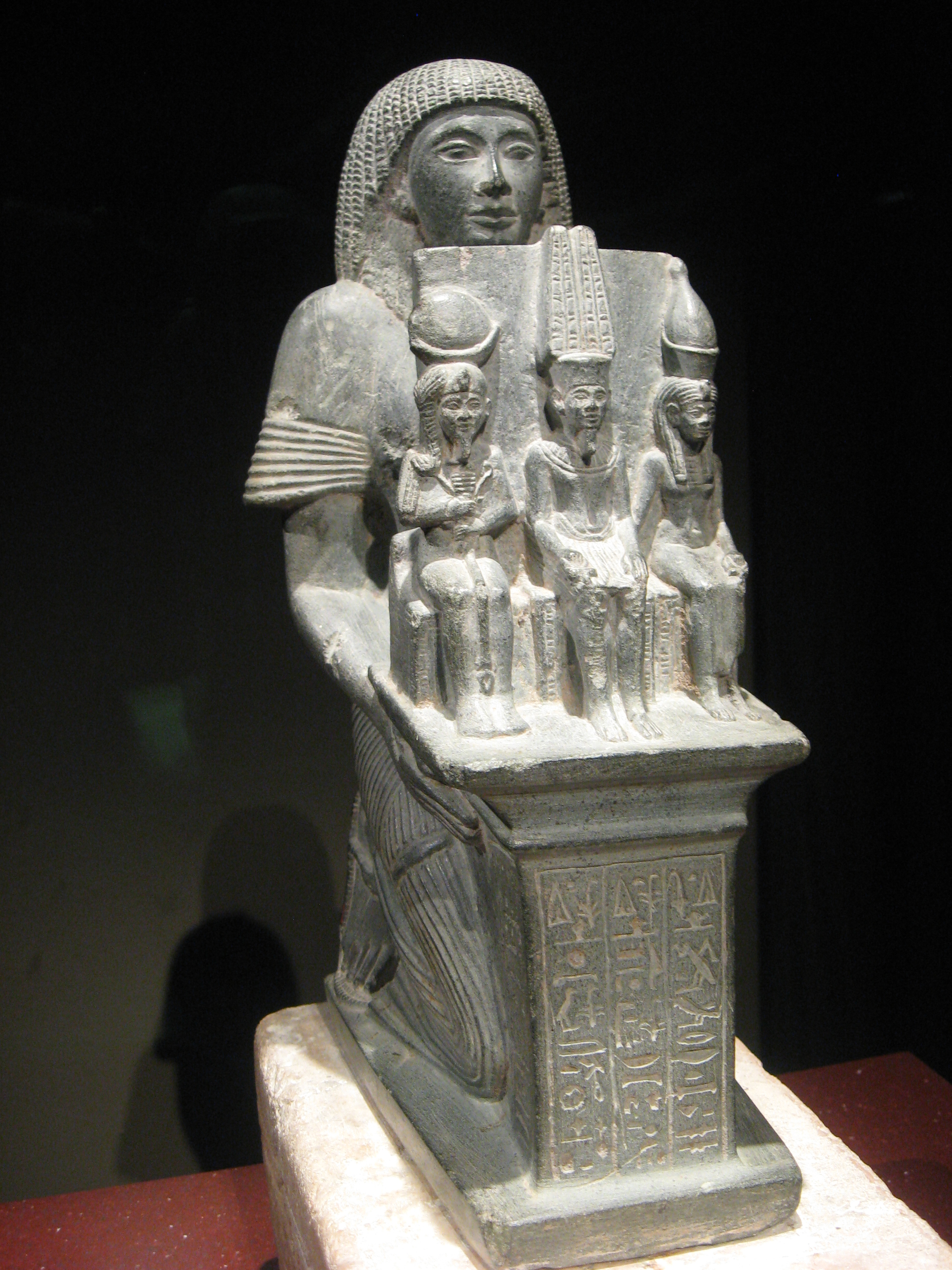
Ramessesnakht, Tư tế tối cao của Amun dưới triều đại của Ramesses VI, được trưng bày tại bảo tàng Ai Cập

Ở Thebes, chức vụ Tư tế tối cao nằm dưới quyền kiểm soát của Ramessesnakht và gia tộc của ông ta vào triều đại của Ramesses IV, có thể do cha của Ramessesnakht, Merybaste nắm giữ quyền kiểm soát tối cao đối với các thể chế tài chính của vương quốc. Ramessesnakht là Vizier miền Nam chính thức của Ramesses VI và quyền lực của ông ngày càng tăng lên trong khi của vị pharaon lại suy yếu dần bất chấp thực tế là Iset đã được gắn kết với chức vụ tư tế của Amun cũng như "trong vai trò của bà là Người Vợ Thần của Amun hoặc nữ Tư tế thần thánh".Nếu điều này là thực, Ramessesnakht rất có thể đã giám sát việc xây dựng kiến trúc tang lễ của Iset trong khu phức hợp lăng mộ K93.12, và trong khi đó, như nhà Ai Cập học Daniel Polz nói, "ông ta và những người thân của mình là những người quyền lực nhất ở Ai Cập vào giai đoạn cuối vương triều thứ Hai Mươi", các hoạt động của ông ta đã không trực tiếp chống lại lợi ích của hoàng gia. Ramessesnakht thường tham dự vào việc phân phối các đồ tiếp tế cho công nhân và kiểm soát phần lớn các hoạt động liên quan đến việc xây dựng ngôi mộ của nhà vua, có thể bởi vì ngân khố của vị tư tế tối cao của Amun lúc này đã tài trợ ít nhất một phần cho các công trình này. Người con trai của Ramessesnakht, Usermarenakhte được bổ nhiệm làm Quản gia của Amun và trở thành người cai quản những vùng đất lớn được vạt cỏ ở miền Trung Ai Cập. Ông ta đã kế tục vai trò của Merybaste là người kiểm soát việc đánh thuế của vương quốc, điều này đảm bảo rằng gia tộc của Ramessesnakht có toàn quyền kiểm soát đối với cả ngân khố của hoàng gia và ngân khố của Amun. Những chức vụ quan trọng khác như là chức vụ tư tế thứ hai và thứ ba và "người cha thần thánh của Amun" đã được giao cho những người mà có liên quan đến gia tộc của Ramesesnakht thông qua hôn nhân.
Ramessesnakht đã có đủ quyền lực để xây cho bản thân mình một trong những cơ ngơi lớn nhất dành cho việc tang lễ trong toàn bộ khu vục nghĩa địa Thebes vào giai đoạn cuối của thời kỳ Tân Vương quốc, khi mà các dự án xây dựng của hoàng gia bao gồm cả ngôi đền tang lễ bị Ramesses VI chiếm đoạt đã bị bỏ hoang. Công trình tưởng niệm của Ramessesnakht, ở Dra' Abu el-Naga', đã tái sử dụng lại một công trình kiến trúc cũ có niên đại thuộc về vương triều thứ 17 hoặc 18 và được tân trang lại để thể hiện địa vị về chính trị và kinh tế của vị chủ nhân. Nhìn chung, các nhà Ai Cập học ngày nay đánh giá rằng Ramessesnakht và triều đại của ông ta về cơ bản đã thiết lập một trung tâm quyền lực thứ hai ở Thượng Ai Cập, trên danh nghĩa là thay mặt cho các vị vua vương triều thứ Hai Mươi cai trị từ Memphis và Pi-Ramesses ở Hạ Ai Cập. Điều này thực sự đã biến Thebes thành thủ phủ tôn giáo của Ai Cập cũng như là một thủ phủ hành chính ngang hàng với miền bắc,, nó cũng đặt nền móng cho sự trỗi dậy của vương triều thứ Hai Mươi Mốt dưới thời Herihor và Pinedjem I, 50 tới 70 năm sau đó.

### Tình hình đế quốc Ai Cập ở nước ngoài

#### Ở Caanan

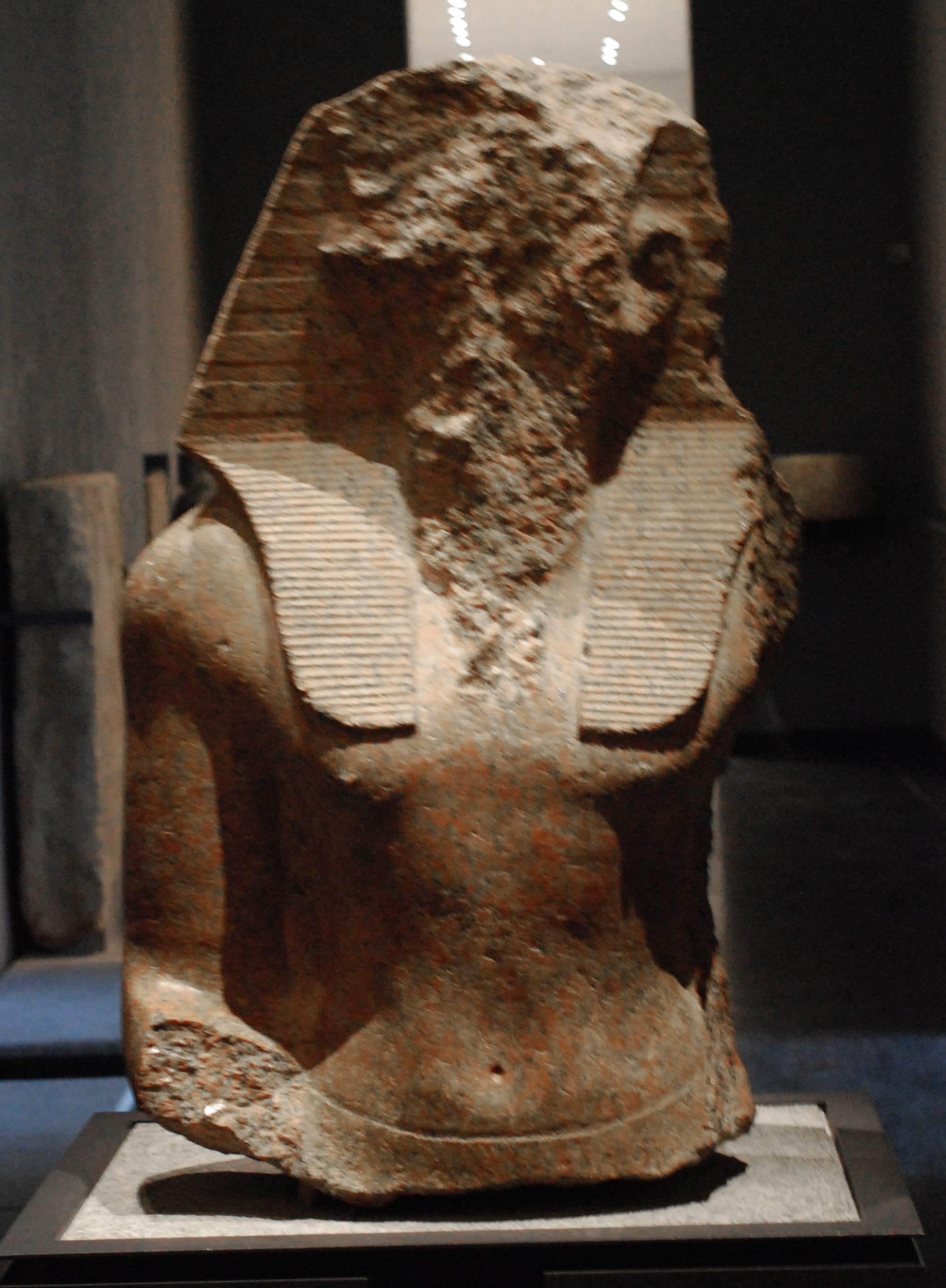
Bức tượng bán thân bị vỡ của Ramesses VI được trưng bày tại Bảo tàng Mỹ thuật Lyon.

Sự suy yếu về chính trị và kinh tế của Ai Cập vẫn tiếp tục tiến triển dưới triều đại của Ramesses VI. Ông là vị vua cuối cùng của thời kỳ Tân Vương quốc có tên được chứng thực trên những mảnh tường vỡ có khắc chữ cũng như là hai cây cột trụ của ngôi đền Hathor thuộc khu vực Serabit el-Khadim ở Sinai, ông đã phái các đoàn thám hiểm tới đây để khai thác quặng đồng.
Tuy nhiên, Ai Cập có thể vẫm còn một phần ảnh hưởng nào đó hoặc ít nhất vẫn còn một số sự liên hệ với tàn dư đế chế của nó ở khu vực Cận Đông, như được gợi ý bởi phần đế của một bức tượng đồng bị vỡ của Ramesses VI được phát hiện tại Megiddo ở Canaan, và một đồ vật hình bọ hung của ông đến từ Alalakh nằm trên bờ biển phía nam của Anatolia.
Sự hiện diện của người Ai Cập ở Canaan đã kết thúc dưới hoặc ngay sau triều đại của Ramesses VI, với việc những đơn vị đồn trú cuối cùng rời khỏi miền nam và miền tây Palestine vào khoảng thời gian này,và biên giới giữa Ai Cập và nước ngoài trở lại thành một phòng tuyến được củng cố nối Địa Trung Hải và biển Đỏ.Một nghiên cứu khảo cổ học vào năm 2017 đã đi đến kết luận tương tự, rằng triều đại của Ramesses VI là giới hạn cuối cùng cho sự hiện diện của quân đội Ai Cập ở Jaffa, mà đã bị phá hủy hai lần vào khoảng thời gian này.Những người chống lại chủ quyền của người Ai Cập là các cư dân bản địa, có thể có nguồn gốc từ các thành phố Canaan ở khu vực đồng bằng ven biển Cận Đông, một sự phản kháng khác sau cùng đối với quyền bá chủ của người Ai Cập lại là hệ quả từ việc Hải nhân đặt chân tới vùng đất này dưới triều đại của Ramesses III.Việc đánh mất tất cả các lùng lãnh thổ ở châu Á làm tăng căng thẳng hơn nữa sự tái phân bố lại nền kinh tế của xã hội Ai Cập dưới thời Tân Vương quốc, khiến cho các vị vua sau này mất đi phần lớn tính hợp pháp của họ.

#### Tiếp tục hiện diện ở Nubia
Sự kiểm soát của người Ai Cập đối với Nubia dường như đã vững chắc hơn nhiều vào thời điểm đó, hoặc là do cư dân địa phương đã Ai Cập hóa nhiều hơn hoặc là do tầm quan trọng về kinh tế của vùng đất này. Các đồ hình của Ramesses VI đã được phát hiện ở đảo Sehel gần Aswan và trong ngôi đền của Ramesses II ở Wadi es-Sebua. Ramesses VI được đề cập tới trong ngôi mộ của Penne ở Anîba, không xa thác nước thứ ba của sông Nile. Penne cũng thuật lại các cuộc tấn công quân sự mang tính trừng phạt xa hơn về phía nam, mà từ đó ông ta tuyên bố là đã mang chiến lợi phẩm về cho vị pharaon.

## Các di tích tang lễ

### Lăng mộ

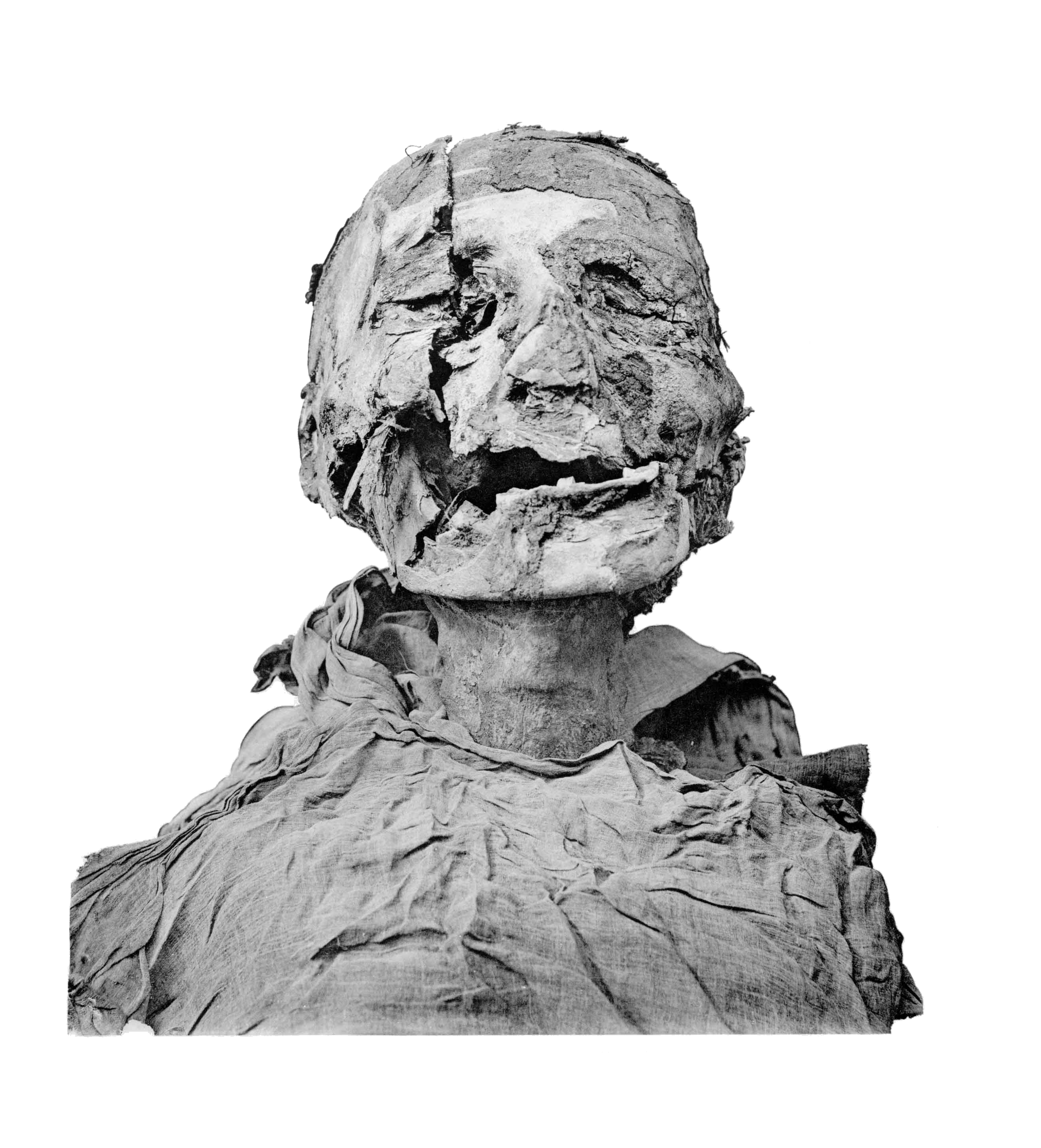
xác ướp của Ramesses VI đã bị phá hoại bởi những kẻ cướp mộ.

Ramesses VI đã được an táng tại Thung lũng các vị Vua, trong một ngôi mộ ngày nay được gọi là KV9. Ngôi mộ này đầu tiên được xây dựng bởi Ramesses V, ông ta có thể đã được an táng tại đây trong một thời gian ngắn cần thiết để chờ một ngôi mộ khác, dường như không được trang trí, sẽ được đục cho ông ta ở một nơi nào đó trong thung lũng các vị Vuavà vẫn còn chưa được phát hiện.Trong bất cứ hoàn cảnh nào đi chăng nữa, Ramesses VI đã ra lệnh rằng KV9 phải được trang trí lại toàn bộ cho bản thân ông cũng như không có bất cứ chỗ trống nào dành cho sự mai táng lâu dài của Ramesses V, ông ta cuối cùng đã được an táng vào năm trị vì thứ hai của Ramesses VI, có thể bởi vì sự ổn định đã quay trở lại với Thebes vào thời điểm này. Sự chiếm đoạt ngôi mộ của Ramesses V có thể là dấu hiệu cho thấy rằng Ramesses VI đã không giành nhiều sự kính trọng dành cho người tiền nhiệm của mình, điều này có thể giải thích tại sao ông đã tẩy xóa tên của Ramesses V và thay bằng tên của mình nhiều lần. Mặt khác, nó có thể phản ánh mối quan tâm thực tế của nhà vua đối với các biện pháp kinh tế.

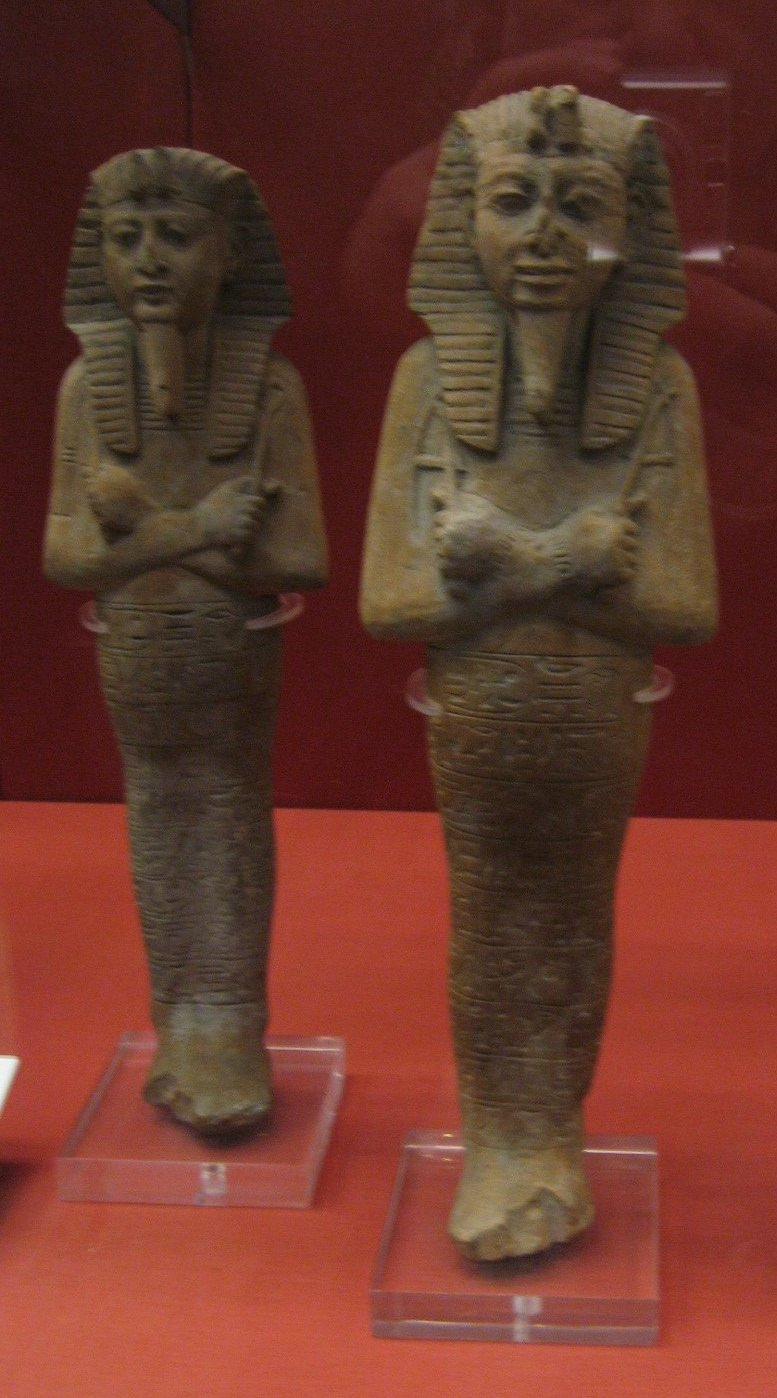
Ushabti của Ramesses VI tại bảo tàng Anh

Việc khôi phục lại các công việc ở KV9 là nguyên nhân giúp bảo tồn ngôi mộ của Tutankhamun, lối vào của nó đã bị chôn vùi bên dưới các túp lều được dựng cho những người thợ thủ công làm việc tại ngôi mộ của Ramesses VI. Những công việc này dường như đã được hoàn tất vào năm trị vì thứ sáu của Ramesses VI, vào thời điểm này Ramessesnakht đã nhận được 600 deben các công cụ bằng đồng bị cùn ở tiền sảnh lớn của Amun tại Karnak, có lẽ ngụ ý về sự kết thúc công việc xây dựng ở ngôi mộ. Hơn nữa, nếu ostracon Thebes 1860a đề cập tới Ramesses VI và không phải Ramesses X, thì điều đó cho thấy rằng ngôi mộ cuối cùng đã sẵn sàng cho vị vua vào năm thứ 8 dưới triều đại của nhà vua, vào thời điểm này ông có thể đã ốm yếu và sắp qua đời. Sau khi hoàn thành, ngôi mộ này có chiều dài104 m (341 ft) và bao gồm cả một trong số ba phiên bản hoàn chỉnh duy nhất thuộc về Sách của các cánh cổng vốn được biết đến ở các khung cảnh tang lễ hoàng gia, cũng như là một phiên bản hoàn chỉnh của Sách của các hang động.
Chỉ trong vòng 20 năm sau khi Ramesses VI được an táng, ngôi mộ có lẽ đã bị xâm phạm và cướp phá bởi những kẻ cướp mộ, họ đã chặt đứt tay và chân xác ướp của Ramesses để dễ dàng lấy được đồ châu báu của ông. Những sự kiện này, diễn ra dưới triều đại của Ramesses XI, được miêu tả trong cuộn giấy cói Mayer B mặc dù vậy việc xác định ngôi mộ được nhắc tới trong nguồn này lại không hoàn toàn chắc chắn. Xác ướp của Ramesses VI sau đó đã được đưa tới ngôi mộ KV35 của Amenhotep II dưới triều đại của Pinedjem thuộc giai đoạn đầu vương triều thứ Hai Mươi Mốt, tại đây nó được phát hiện vào năm 1898 bởi Victor Loret.
Một khám nghiệm y khoa với xác ướp này tiết lộ rằng Ramesses VI đã qua đời ở độ tuổi 40, và cho thấy cơ thể của ông đã bị tổn thương nghiêm trọng, phần đầu và thân đã bị vỡ thành nhiều mảnh gây ra bởi một chiếc rìu được những kẻ cướp mộ sử dụng.
Năm 1898, Georges Émile Jules Daressy đã dọn sạch KV9, mà đã được mở y nguyên từ thời cổ đại, ông ta phát hiện ra những mảnh vỡ của một chiếc hòm lớn bằng đá granit cũng như là nhiều mảnh vỡ thuộc về cỗ quan tài đá của Ramesses VI, phần mặt của cỗ quan tài ngày nay nằm tại bảo tàng Anh. Chiếc quan tài này đã được khôi phục lại vào năm 2004 sau hai năm làm việc với hơn 250 mảnh vỡ được thu thập từ ngôi mộ và ngày nay nó được trưng bày ngay tại đó. Zahi Hawass, khi đó là người đứng đầu Hội đồng tối cao khảo cổ học, đã không thành công trong việc yêu cầu bảo tàng Anh trả lại phần mặt của chiếc quách cho Ai Cập.

### Ngôi đền tang lễ
Ramesses VI dường như đã chiếm đoạt ngôi đền tang lễ lớn ở El-Assasif của Ramesses V, bản thân ông ta có khả năng cũng đã chiếm đoạt nó từ người cha của mình là Ramesses IV. Ngôi đền này được dự kiến là có kích thước gần bằng một nửa kích thước của ngôi đền Medinet Habu và nó chỉ đang trong giai đoạn nền móng vào thời điểm Ramesses IV qua đời. Chúng ta không rõ liệu rằng nó đã 
bao giờ được hoàn thành hay chưa, nhưng ngôi đền này được đề cập như là một đơn vị sở hữu đất đai trong cuộn giấy cói Wilbour có niên đại là vào triều đại của Ramesses V. Các cuộc khai quật khảo cổ học cho thấy rằng phần lớn những trang trí còn sót lại của nó đã được thực hiện dưới triều đại của Ramesses VI.